# Окоцим
Окоцим (пол. Okocim) — село в Польщі, у гміні Бжесько Бжеського повіту Малопольського воєводства. Населення — 1946 осіб (2011).
У 1975—1998 роках село належало до Тарновського воєводства.

## Демографія
Демографічна структура станом на 31 березня 2011 року:
|          | Загалом | Допрацездатний вік | Працездатний вік | Постпрацездатний вік |
| -------- | ------- | ------------------ | ---------------- | -------------------- |
| Чоловіки | 951     | 192                | 666              | 93                   |
| Жінки    | 995     | 228                | 562              | 205                  |
| Разом    | 1946    | 420                | 1228             | 298                  |